# Sören Meißner
Sören Meißner (12 de febrero de 1990) es un deportista alemán que compite en natación, en la modalidad de aguas abiertas.
Ganó una medalla de oro en el Campeonato Mundial de Natación de 2019 y una medalla de plata en el Campeonato Europeo de Natación de 2018, en la prueba de equipo mixto.

## Palmarés internacional
| Campeonato Mundial | Campeonato Mundial      | Campeonato Mundial | Campeonato Mundial |
| Año                | Lugar                   | Medalla            | Prueba             |
| ------------------ | ----------------------- | ------------------ | ------------------ |
| 2019               | Gwangju (Corea del Sur) | Medalla de oro     | Equipo mixto       |
| Campeonato Europeo |                         |                    |                    |
| Año                | Lugar                   | Medalla            | Prueba             |
| 2018               | Glasgow (Reino Unido)   | Medalla de plata   | Equipo mixto       |